# بيانكا روسي
بيانكا روسي (بالإيطالية: Bianca Rossi)‏ (2 مايو 1954 في إيطاليا - ) هي لاعبة كرة سلة إيطالية في مركز مدافع مسدد الهدف، شاركت في بطولة كرة السلة الأوروبية للسيدات 1985 ‏ وبطولة كرة السلة الأوروبية للسيدات 1983 ‏ وبطولة أمم أوروبا لكرة السلة النسائية 1978 ‏ وبطولة أمم أوروبا لكرة السلة النسائية 1976 ‏ وكأس العالم لكرة السلة للنساء 1979 وكأس العالم لكرة السلة للنساء 1975 والألعاب الأولمبية الصيفية 1980 وبطولة كرة السلة الأوروبية للسيدات 1981 ‏ وبطولة أمم أوروبا لكرة السلة النسائية 1980 ‏.

## وصلات خارجية
- بيانكا روسي على موقع الاتحاد الدولي لكرة السلة (الإنجليزية)
- بيانكا روسي على موقع بروبوليرز (الإنجليزية)
- بيانكا روسي على موقع سبورتس رفرنس (الإنجليزية)
- بيانكا روسي على موقع أوليمبيديا (الإنجليزية)